# Bonepoupa I
Pour les articles homonymes, voir Bonepoupa (homonymie).
Bonepoupa I est un village du département du Nkam au Cameroun. Situé dans l'arrondissement de Yabassi, il est localisé à 55 km de Yabassi sur la route qui lie Douala à Edéa.

## Population et environnement
En 1967, le village de Bonepoupa I  avait 128 habitants. La population de Bonepoupa I était de 315 habitants dont 159 hommes et 156 femmes, lors du recensement de 2005.